# Saint-André-de-Bâgé
Pour les articles homonymes, voir Saint-André et Bagé.
Saint-André-de-Bâgé est une commune française située dans le département de l'Ain, en région Auvergne-Rhône-Alpes.
Ses habitants s'appellent les Bagésiens.

## Géographie

### Localisation
La commune située dans la plaine de la Bresse au sud de Bâgé-le-Châtel, ancienne capitale de cette région. Elle est localisée à 7 km à l'est de Mâcon, à 28 kilomètres à l'ouest de Bourg-en-Bresse, à 76 km au nord de Lyon et à 402 kilomètres au sud de Paris.

### Communes limitrophes
| Replonges | Bâgé-Dommartin      | Bâgé-le-Châtel       |
| Replonges | Saint-André-de-Bâgé | Bâgé-Dommartin       |
| Crottet   | Crottet             | Saint-Jean-sur-Veyle |

### Hydrographie
La seule rivière traversant Saint-André est la Grande Loëze, qui forme la frontière nord de la commune qu'elle partage avec Bâgé-le-Châtel et Bâgé-la-Ville.

### Climat
Pour des articles plus généraux, voir Climat d'Auvergne-Rhône-Alpes et Climat de l'Ain.
En 2010, le climat de la commune est de type climat océanique dégradé des plaines du Centre et du Nord, selon une étude du CNRS s'appuyant sur une série de données couvrant la période 1971-2000. En 2020, Météo-France publie une typologie des climats de la France métropolitaine dans laquelle la commune est dans une zone de transition entre le climat semi-continental et le climat de montagne et est dans la région climatique Bourgogne, vallée de la Saône, caractérisée par un bon ensoleillement (1 900 h/an), un été chaud (18,5 °C), un air sec au printemps et en été et des vents faibles.
Pour la période 1971-2000, la température annuelle moyenne est de 11,6 °C, avec une amplitude thermique annuelle de 18 °C. Le cumul annuel moyen de précipitations est de 881 mm, avec 10,1 jours de précipitations en janvier et 7,6 jours en juillet. Pour la période 1991-2020, la température moyenne annuelle observée sur la station météorologique de Météo-France la plus proche, « Mâcon », sur la commune de Charnay-lès-Mâcon à 10 km à vol d'oiseau, est de 12,3 °C et le cumul annuel moyen de précipitations est de 833,7 mm,. Pour l'avenir, les paramètres climatiques de la commune estimés pour 2050 selon différents scénarios d'émission de gaz à effet de serre sont consultables sur un site dédié publié par Météo-France en novembre 2022.

### Voies de communication et transports

Plan de la commune.

#### Routes
Les routes traversant la commune ont une importance plus ou moins grande, certaines ont une utilité locale, d'autres rayonnent au niveau régional voire national.
La route départementale D 28 traverse l'est de la commune du nord au sud en passant par le bourg et La Croisée. Elle permet de rejoindre par le nord Bâgé-le-Châtel et Bâgé-la-Ville ainsi que Pont-de-Vaux. En prenant la route par le sud, on rejoint Crottet et Pont-de-Veyle. Au rond-point de la Croisée, elle est reliée à la route départementale D 1079, axe majeur du département.
La route départementale D 1079 traverse le sud de la commune d'ouest en est. Cette voie débute à Mâcon par le pont Saint-Laurent et prend fin dans la ville de Bourg-en-Bresse. Elle permet de rejoindre par l'ouest Replonges, Mâcon et le département de Saône-et-Loire tandis que par l'est, elle permet de rejoindre Saint-Cyr-sur-Menthon, Bourg et les autres villes importantes du département.
La route départementale D 68A fait un bref passage au nord de la commune, aucune habitation de la commune ne la longe. Elle fait la liaison entre Bâgé-le-Châtel et Replonges en passant par Mons, lieu-dit de celle-ci.

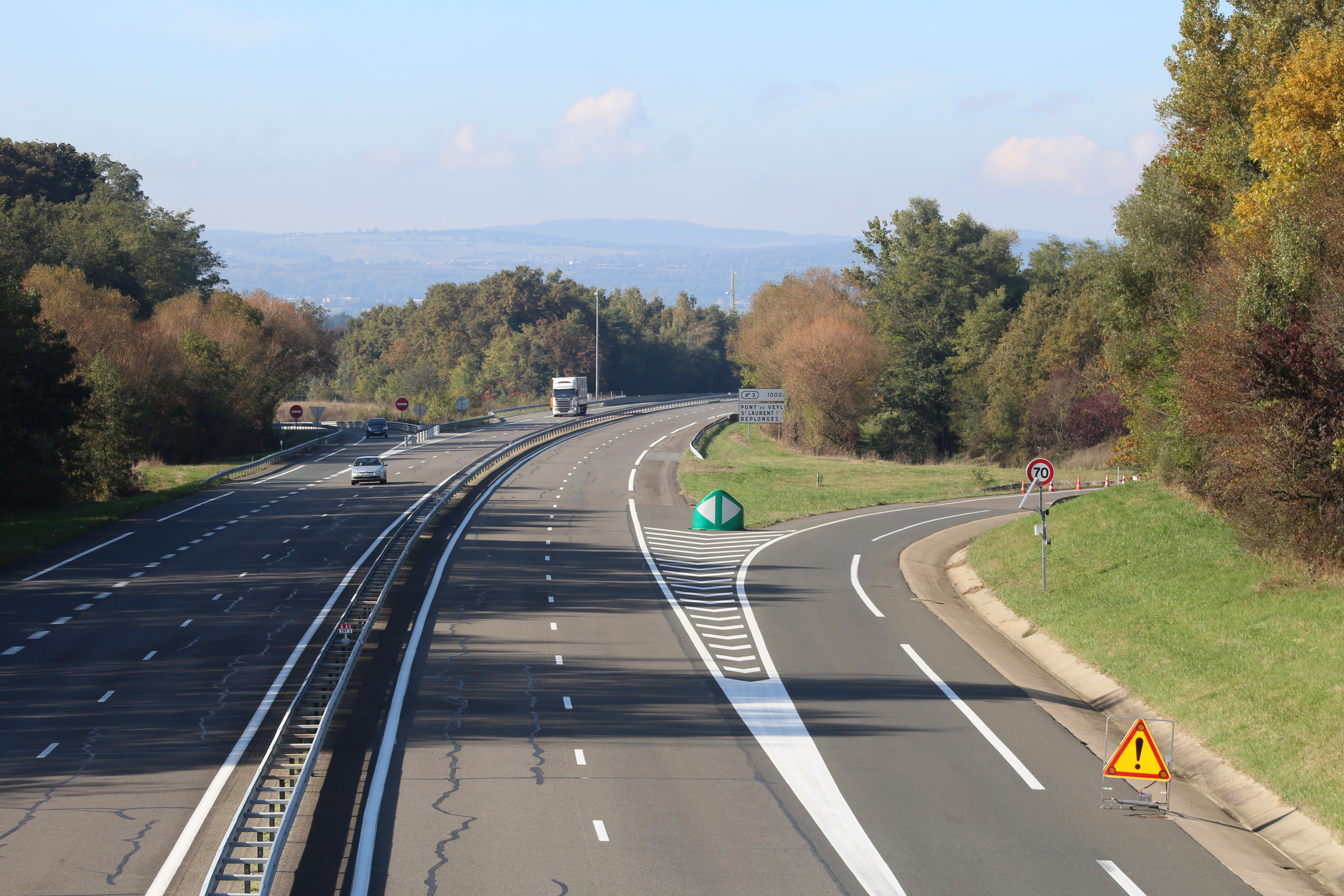
Échangeur entre l'A40 et l'A406.

Deux autoroutes traversent le village, reliées sur le territoire communal par un échangeur.
L'autoroute A40 (Mâcon - Genève), portion de la Route Centre-Europe Atlantique Bordeaux/Nantes - Annemasse, sépare La Croisée du reste du territoire. Avant la construction de l'autoroute A406 en 2011, deux aires de repos étaient placées à Saint-André, L'Étang Quinard dans le sens Mâcon-Chamonix et Saint-André-de-Bâgé dans le sens inverse. Pour accéder à l'autoroute, il faut prendre la gare de péage de Mâcon-Est à Replonges, à la frontière de la commune.
L'autoroute A406 est une autoroute reliant l'A40 et l'A6 et qui permet aux usagers de gagner un quart d'heure pour aller à Mâcon Sud en évitant le centre. Afin d'accéder au contournement de Mâcon, il suffit de se rendre à la gare de péage de Crottet en prenant la RD 1179, voie reliant cette gare à celle de Mâcon-Est. Cette autoroute permet d'accéder à l'A6 en direction de Lyon.
Avant la construction de cette dernière, l'autoroute A40 possédait deux aires de repos à Saint-André : L'Étang Quinard dans le sens Mâcon-Chamonix et Saint-André de Bagé dans l'autre sens.

#### Transport ferroviaire
Entre 1911 et 1913, la ligne de Bourg à Replonges, gérée par la Compagnie des Tramways de l'Ain et longue de 75 km,, fut construite pour assurer des liaisons entre les préfectures de l'Ain et de Saône-et-Loire. Une gare était érigée le long de la route départementale D28. Victime du progrès, la ligne fermera en 1937.
Le 3 mars 1922 vers midi, un train de matériaux en direction de Saint-Laurent-sur-Saône, dérailla dans le village à 800 mètres avant la station. La locomotive se renverse sur le côté gauche et le wagon suivant qui était chargé de 10 tonnes de pierre, déraille également sans se renverser.
Aujourd'hui, aucune voie ferrée ne traverse la commune mais quelques-unes sont situées à proximité. La ligne de Mâcon à Ambérieu, desservie par les TER de la région Rhône-Alpes, passe à quelques kilomètres au sud de la commune. Les trains grandes lignes et les TGV parcourant cette ligne ne marquent pas d'arrêt.
La ligne traditionnelle Paris - Marseille via Dijon passe à Mâcon. La gare de Mâcon-Ville située à 9 km, est desservie par des TER Dijon - Mâcon - Lyon et quelques TGV reliant le nord-est de la France à la Méditerranée.
La ligne à grande vitesse Paris - Lyon - Marseille, plus connue sous le nom de LGV Sud-Est, traverse la Saône au sud de Mâcon, et comporte un raccordement vers la ligne Mâcon - Bourg. La gare de Mâcon-Loché-TGV, au sud-ouest de Mâcon, est desservie par quelques TGV Paris - Marseille et Paris - Genève.

#### Transport en commun

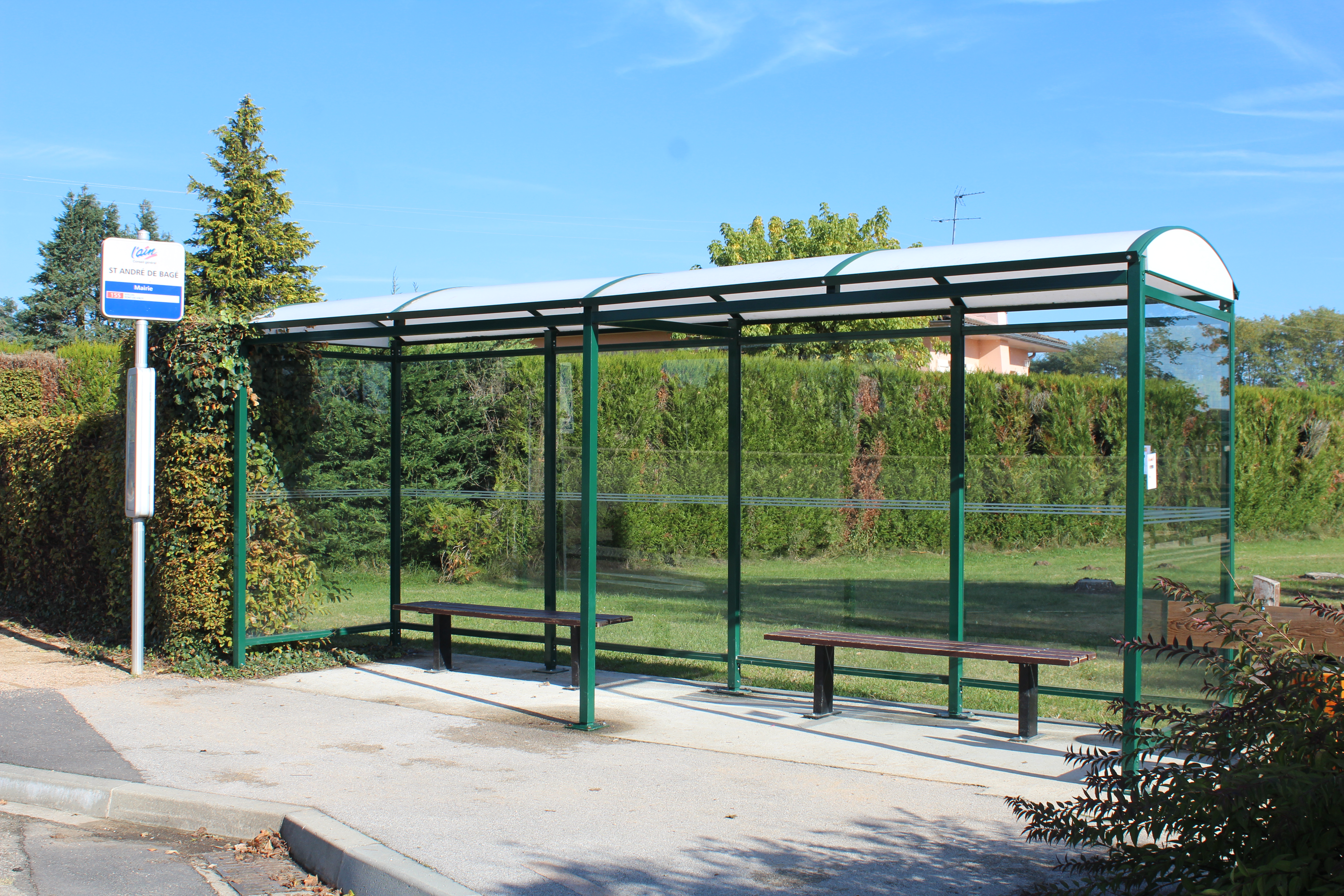
Arrêt Mairie.

La commune est reliée au réseau départemental des bus réseau car.ain.fr. Deux lignes desservent la commune dont la ligne 155 qui a un arrêt le bourg, l'arrêt Mairie. Il est situé le long de la route départementale D28 et n'est desservi que dans le sens Mâcon - Pont-de-Vaux.
L'autre ligne est la ligne 118. Elle possède un arrêt dans le quartier de La Croisée le long de la RD 1079 (arrêt Croisée de Bâgé). Cet arrêt assure la liaison entre Mâcon et Bourg-en-Bresse dans les deux sens.

## Urbanisme

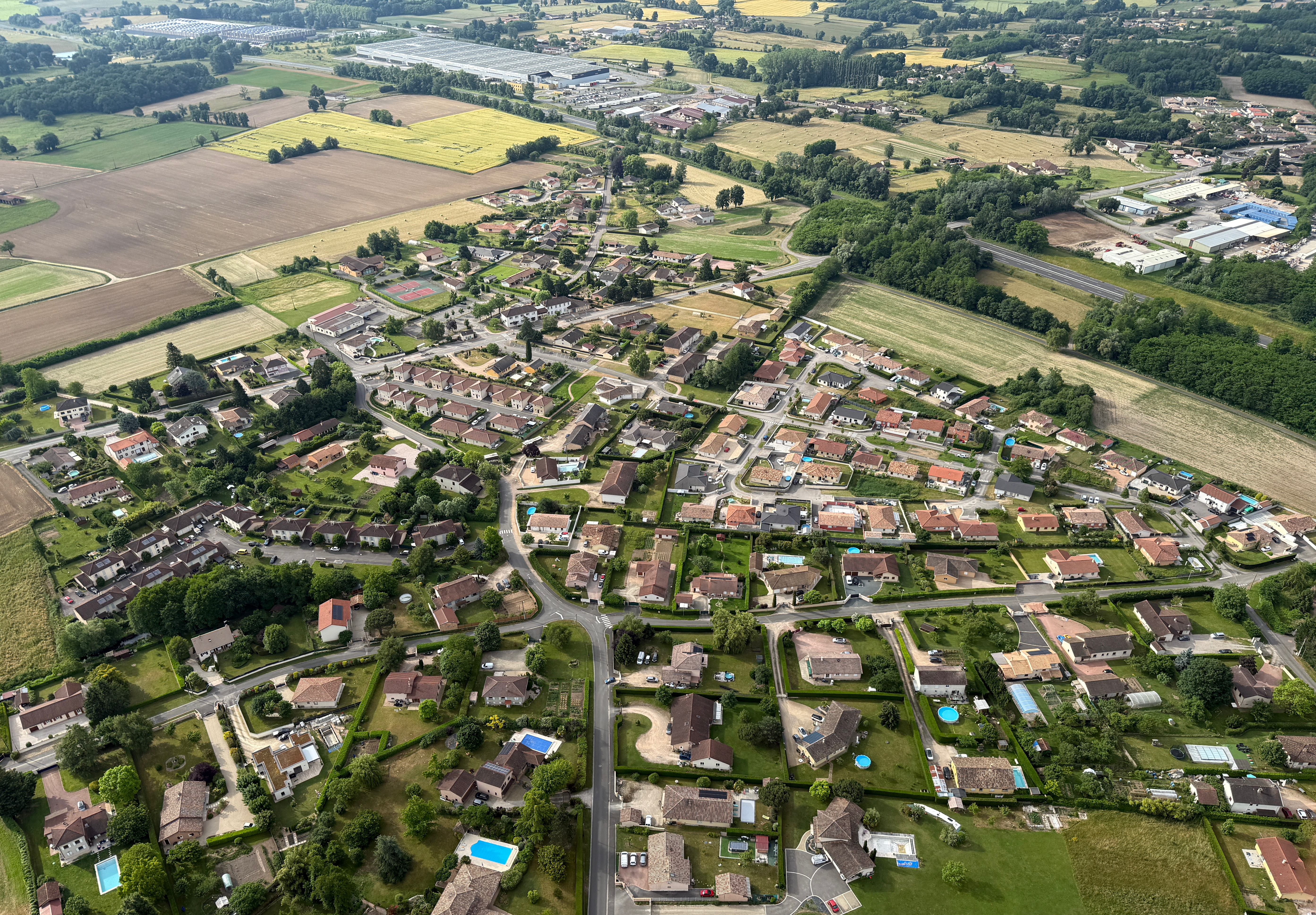
Vue aérienne du bourg.

### Typologie
Au 1er janvier 2024, Saint-André-de-Bâgé est catégorisée bourg rural, selon la nouvelle grille communale de densité à 7 niveaux définie par l'Insee en 2022.
Elle appartient à l'unité urbaine de Bâgé-Dommartin, une agglomération intra-départementale dont elle est une commune de la banlieue,. Par ailleurs la commune fait partie de l'aire d'attraction de Mâcon, dont elle est une commune de la couronne,. Cette aire, qui regroupe 105 communes, est catégorisée dans les aires de 50 000 à moins de 200 000 habitants,.

### Occupation des sols
L'occupation des sols de la commune, telle qu'elle ressort de la base de données européenne d’occupation biophysique des sols Corine Land Cover (CLC), est marquée par l'importance des territoires agricoles (65,6 % en 2018), en diminution par rapport à 1990 (73,4 %). La répartition détaillée en 2018 est la suivante : 
zones agricoles hétérogènes (44,6 %), zones urbanisées (34,2 %), terres arables (14,9 %), prairies (6,2 %), zones industrielles ou commerciales et réseaux de communication (0,1 %).
L'évolution de l’occupation des sols de la commune et de ses infrastructures peut être observée sur les différentes représentations cartographiques du territoire : la carte de Cassini (XVIIIe siècle), la carte d'état-major (1820-1866) et les cartes ou photos aériennes de l'IGN pour la période actuelle (1950 à aujourd'hui).

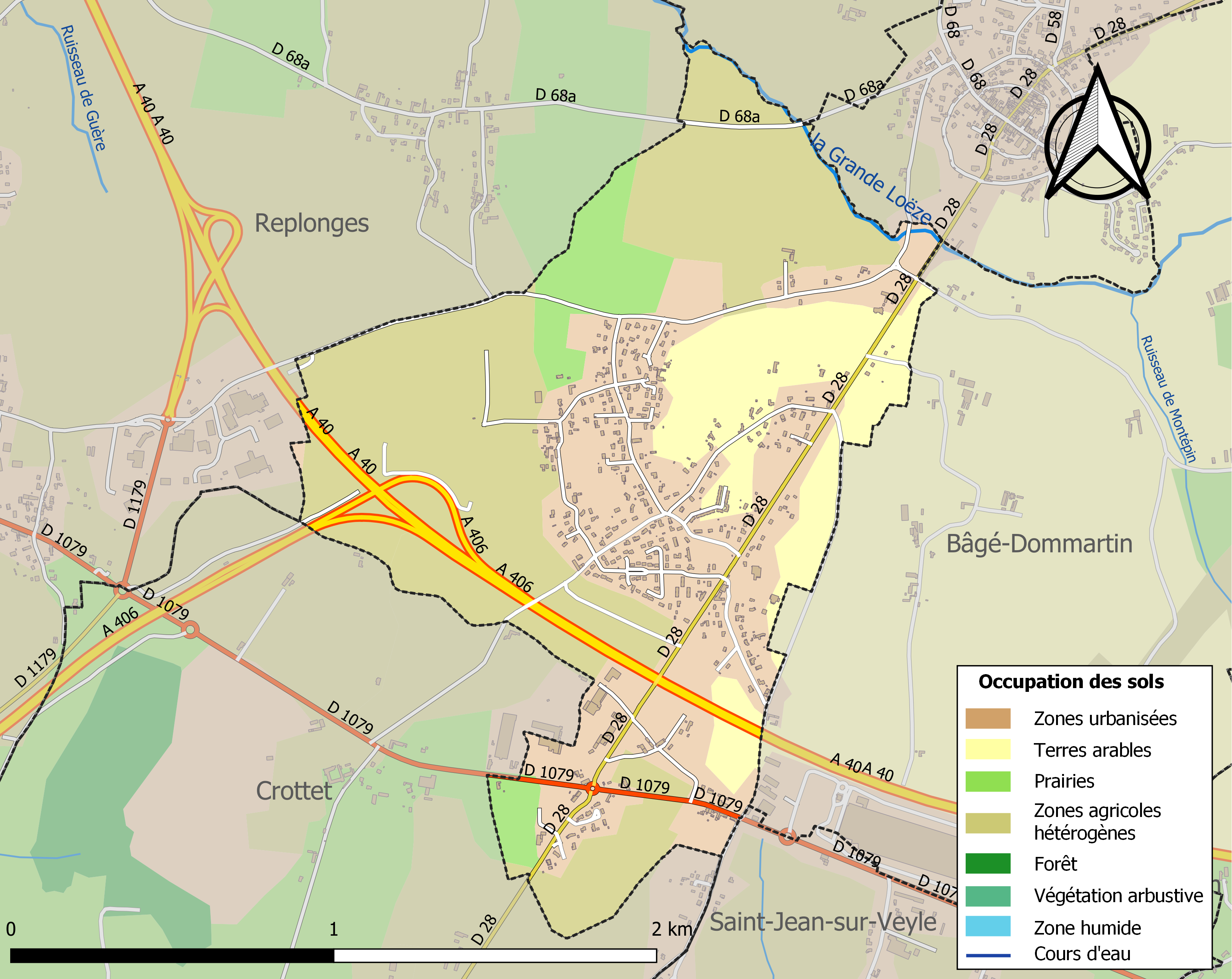
Carte des infrastructures et de l'occupation des sols de la commune en 2018 (CLC).

## Toponymie

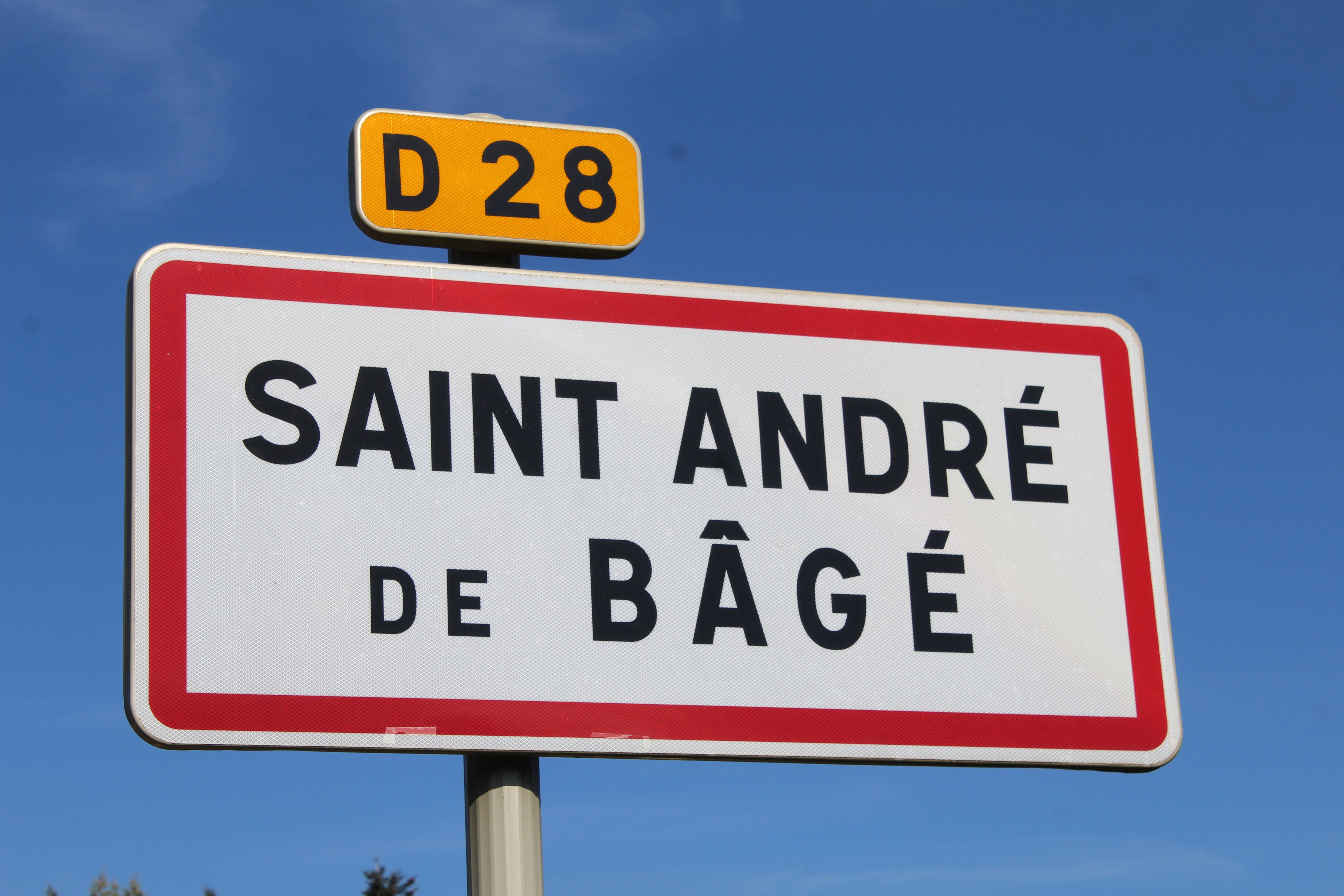
Panneau d'entrée du village.

### Attestations anciennes
La première mention du village date de 937 dans le cartulaire de Saint-Vincent-de-Mâcon où Sancti Andrée est mentionné. En 1271, on trouve le nom de Sancti Andreae Baugiaei. D'après les archives de l'Ain, Sainct Andre de Baugé est le nom pour se référer au village vers 1572. En 1670, Saint André de Baugé est le nom utilisé selon l'enquête Bouchu. On trouve Saint André de Bagé en 1793 selon les sources de Cassini.
Durant la Révolution française, afin d'ôter toute référence à la religion, le village devient La Giraudière. Saint-André-de-Bâgé redevient le nom usuel au début du XIXe siècle.

### Étymologie
Deux parties forment le nom de la commune. La première, Saint-André, se réfère au saint protecteir de l'église du village. La seconde partie fait référence à l'appartenance du village au territoire. des seigneurs de Bâgé qui y avaient fait édifier leur église.

## Histoire
Au IXe siècle, Saint-André formait une seigneurie possédée par un certain Odremar. La sirerie de Bâgé ne fut d'abord qu'une concession territoriale faite en 830 par Louis le Débonnaire à Hugues, gouverneur des frontières, en récompense de services militaires.
Au XIe siècle, les sires de Bâgé acquièrent cette seigneurie et vont donner à l'abbé de Tournus en 1074 la chapelle de Saint-André et les charger de construire une église et d'y établir un prieuré. On a alors durant le Moyen Âge trois paroisses se sont formées sur le territoire des seigneurs de Bâgé : Bâgé-le-Châtel autour de son château, Saint-André où les sires avaient édifié leur église et Bâgé-la-Ville, la paroisse la plus importante par sa population.
En 1601, après la fin de la guerre franco-savoyarde qui se termine par le Traité de Lyon, Saint-André-de-Bâgé appartient à la France avec l'acquisition de celle-ci de la Bresse, du Bugey, du Valromey et du pays de Gex. Elle est par la suite intégrée à la province bourguignonne.
Jusqu'en 1789, Saint-André va dépendre du marquisat de Bâgé. Entre 1790 et 1795, la commune était une municipalité du canton de Bâgé-le-Châtel, elle dépendait du district  de Pont-de-Vaux.

## Politique et administration

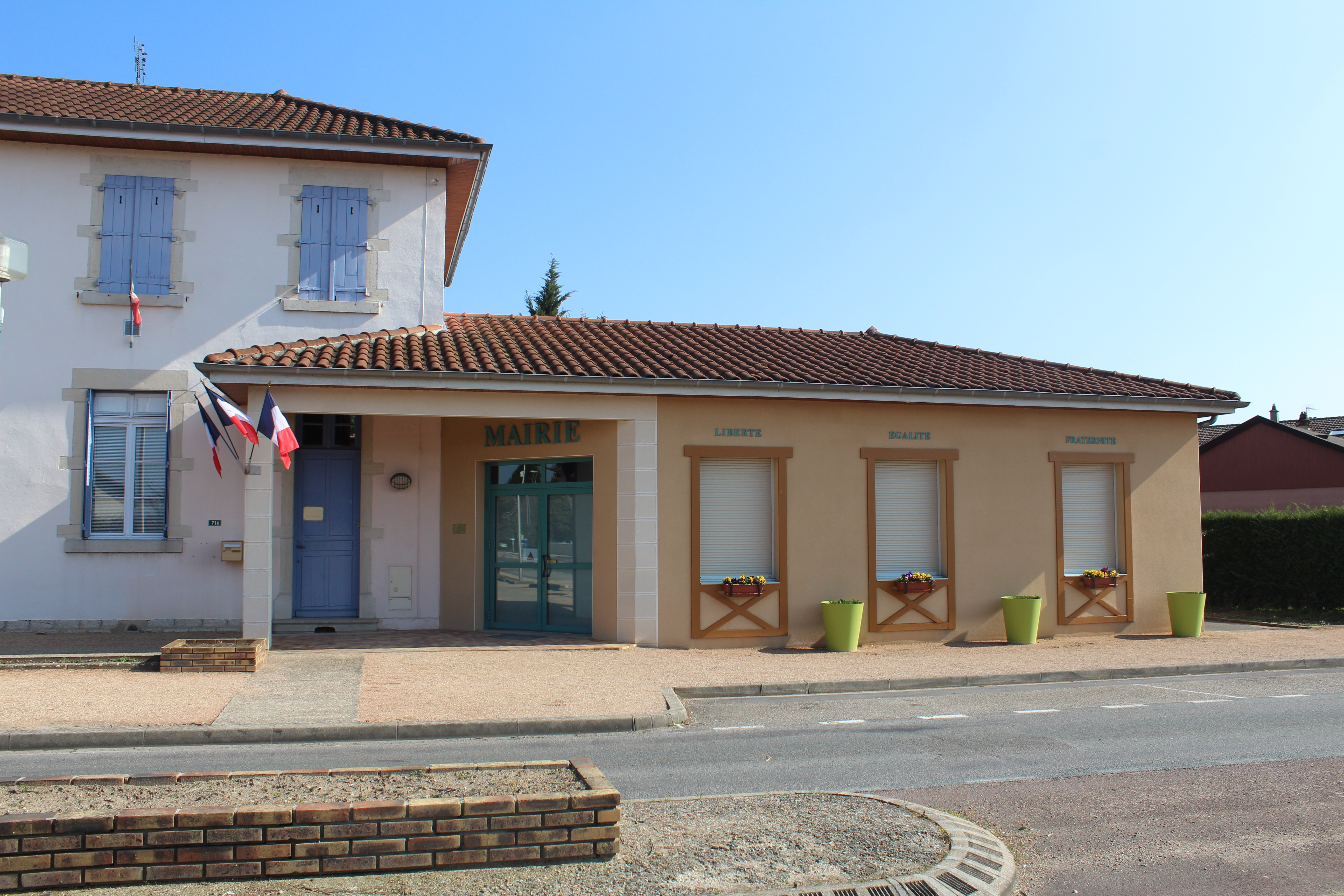
Façade de la mairie.

### Rattachements administratifs et électoraux
Durant l'Ancien Régime, la commune était une communauté du mandement de Bâgé et du bailliage, de l'élection et de la subdélégation de Bourg.
Lors de la création des départements par la Révolution française, elle est intégrée au département de l'Ain et au district de Pont-de-Vaux. En 1800, après la suppression des districts, elle intègre l'arrondissement de Bourg-en-Bresse et reste dans le canton de Bâgé-le-Châtel. En mars 2015, à l'occasion des élections départementales, le décret du 13 février 2014 portant sur le redécoupage cantonal des cantons de l'Ain entre en vigueur. Ainsi, la commune ainsi que toutes celles du canton, excepté Saint-Laurent-sur-Saône, sont intégrées au nouveau canton de Replonges.
Depuis au moins 1988, elle fait partie de la quatrième circonscription de l'Ain pour l'élection des députés.

### Administration municipale
Lors des conseils municipaux, le maire est entouré de ses quatre adjoints et de ses quatorze autres conseillers municipaux.

### Maires successifs
| Période                                  | Période   | Identité         | Étiquette | Qualité                    |
| ---------------------------------------- | --------- | ---------------- | --------- | -------------------------- |
| avant 1981                               | ?         | André Depouilly  | DVG       |                            |
| juin 1995                                | mars 2008 | André Josserand  |           |                            |
| mars 2008                                | 2020      | Daniel Clère     | DVG       | Retraité de l'enseignement |
| 2020                                     | En cours  | Philippe Plenard |           |                            |
| Les données manquantes sont à compléter. |           |                  |           |                            |

### Intercommunalité
Jusqu'au 31 décembre 2016, Saint-André-de-Bâgé appartenait à la communauté de communes du pays de Bâgé, intercommunalité créée le 1er janvier 1998 à la suite de la dissolution du SIVOM du canton de Bâgé créé en 1972. Ce jour de 1998 vit aussi la disparition de Saint-Laurent-sur-Saône qui rejoint alors la communauté d'agglomération du Mâconnais - Val-de-Saône. Depuis le 1er janvier 2017, la commune est intégrée à la nouvelle communauté de communes du pays de Bâgé et de Pont-de-Vaux. Cette dernière regroupe les communes de l'ancienne intercommunalité à celles du canton de Pont-de-Vaux. La structure devient communauté de communes Bresse et Saône le 13 décembre de la même année.
Une autre structure regroupe l'intercommunalité à d'autres de la région. Le syndicat mixte Bresse Val de Saône, créé en 1995, regroupe 40 communes,. Son but est de négocier les procédures que proposent l'Union européenne, l'État ou la région Auvergne-Rhône-Alpes qui pourraient développer un territoire plus vaste que la simple communauté de communes.
Enfin, comme la totalité des communes du département de l'Ain, le village appartient au syndicat intercommunal d'énergie et de e-communication de l'Ain, organisation fondée le 11 mars 1950. Le syndicat est compétent dans la gestion des réseaux d'électrification, de gaz, de l'éclairage public, de la communication électronique. En plus de ces compétences, la structure accompagne les communes pour qu'elles puissent maîtriser leur consommation d'énergie, gère un système d'information géographique et a mis en place dans le département, par l'intermédiaire de sa régie Réso-Liain, un réseau de fibre optique pour avoir accès à Internet à très haut débit

### Jumelages

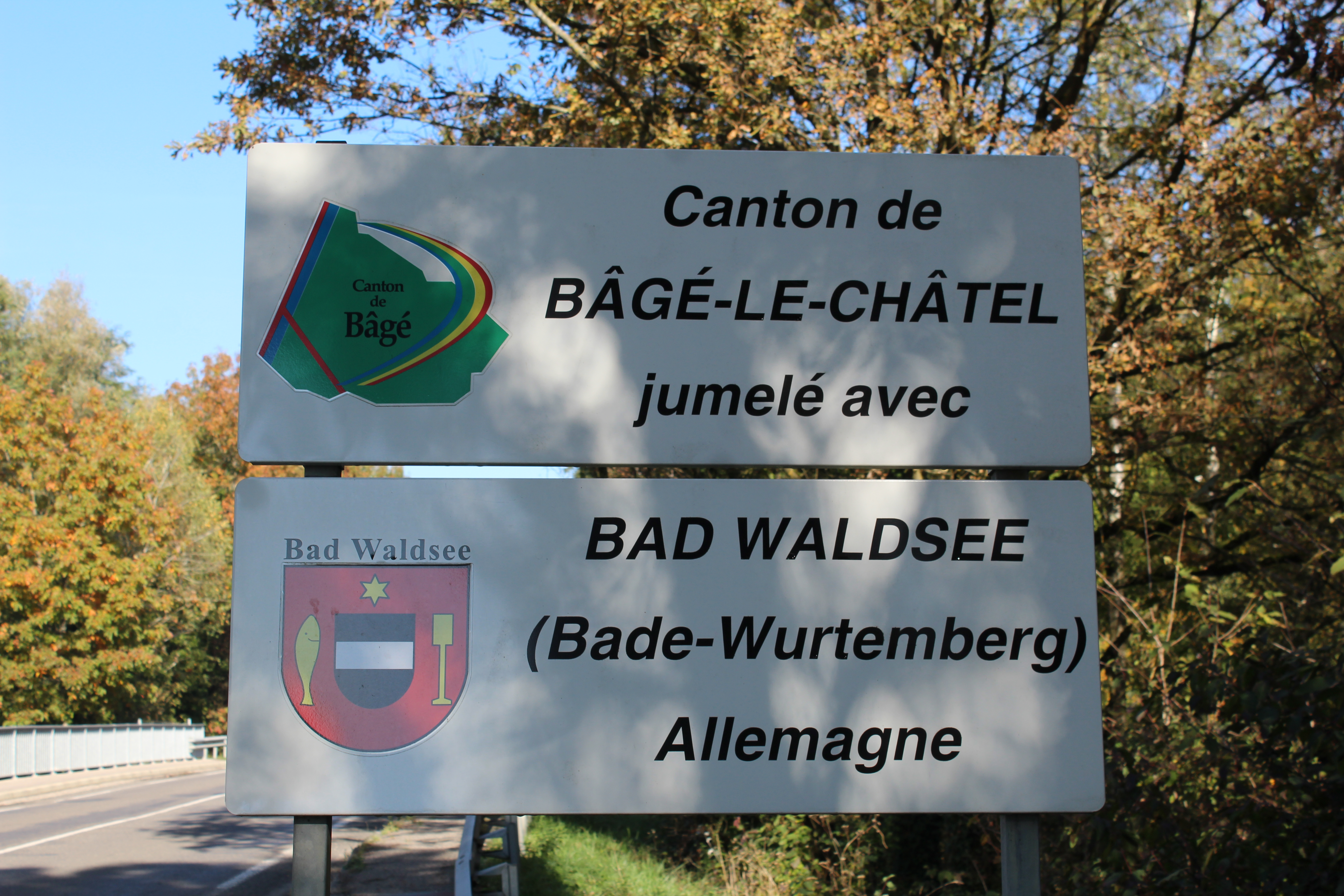
Panneau annonçant le jumelage.

| \| Bad Waldsee Saint-André-de-Bâgé \| Localisation des communes jumelées. |
| Bad Waldsee Saint-André-de-Bâgé                                           |

La communauté de communes du pays de Bâgé dont la commune faisait partie jusqu'à sa dissolution est jumelée avec la commune de Bad Waldsee localisée au sud de la Bavière en Allemagne depuis le 13 octobre 1991. Ce jumelage est né d'un échange franco-allemand débuté en 1977 grâce à Roger Poulnard, fondateur du lycée de Bâgé-la-Ville, et à MM. Subreville et Batho, professeurs d'allemand du collège. Ces derniers ont fait une demande de contact avec un établissement de l'Allemagne auprès du ministère de l'Éducation nationale qui leur ont répondu favorablement en leur proposant la Realschule de Bad Waldsee. Une dizaine de mois après avoir reçu cette réponse, Herr Schültz, professeur de français à la Realschule arrive en France avec 15 collégiens,. Ce n'est qu'une quinzaine d'années plus tard que l'échange scolaire devient un jumelage intercommunal. Depuis, un voyage est organisé chaque année et les élèves choisissant d'étudier l'allemand ont un correspondant.

## Population et société

### Démographie
L'évolution du nombre d'habitants est connue à travers les recensements de la population effectués dans la commune depuis 1793. Pour les communes de moins de 10 000 habitants, une enquête de recensement portant sur toute la population est réalisée tous les cinq ans, les populations de référence des années intermédiaires étant quant à elles estimées par interpolation ou extrapolation. Pour la commune, le premier recensement exhaustif entrant dans le cadre du nouveau dispositif a été réalisé en 2008.
En 2022, la commune comptait 819 habitants, en évolution de +10,38 % par rapport à 2016 (Ain : +5,15 %, France hors Mayotte : +2,11 %).
| 1793 | 1800 | 1806 | 1821 | 1831 | 1836 | 1841 | 1846 | 1851 |
| ---- | ---- | ---- | ---- | ---- | ---- | ---- | ---- | ---- |
| 156  | 148  | 151  | 188  | 177  | 200  | 223  | 220  | 218  |

| 1856 | 1861 | 1866 | 1872 | 1876 | 1881 | 1886 | 1891 | 1896 |
| ---- | ---- | ---- | ---- | ---- | ---- | ---- | ---- | ---- |
| 201  | 190  | 187  | 186  | 196  | 197  | 205  | 181  | 174  |

| 1901 | 1906 | 1911 | 1921 | 1926 | 1931 | 1936 | 1946 | 1954 |
| ---- | ---- | ---- | ---- | ---- | ---- | ---- | ---- | ---- |
| 164  | 170  | 163  | 151  | 143  | 136  | 143  | 139  | 141  |

| 1962 | 1968 | 1975 | 1982 | 1990 | 1999 | 2006 | 2008 | 2013 |
| ---- | ---- | ---- | ---- | ---- | ---- | ---- | ---- | ---- |
| 145  | 163  | 257  | 391  | 437  | 507  | 547  | 555  | 700  |

| 2018 | 2022 | - | - | - | - | - | - | - |
| ---- | ---- | - | - | - | - | - | - | - |
| 761  | 819  | - | - | - | - | - | - | - |

### Enseignement

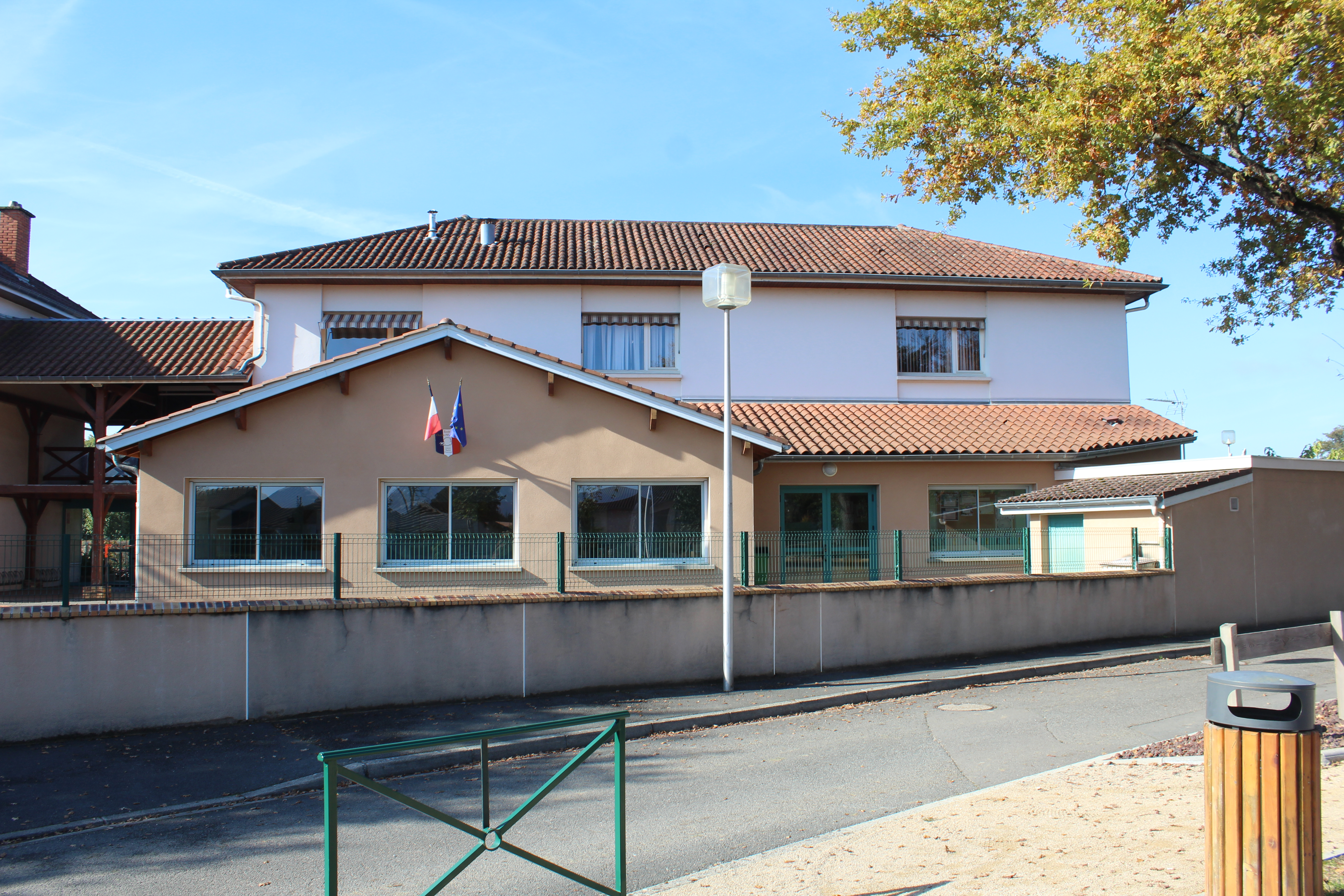
École Charles-Perrault.

L'école du village est l'école Charles Perrault. Elle forme un RPI avec celle de Bâgé-le-Châtel depuis 2009.
En entrant en 6e, les élèves rejoignent le collège Roger-Poulnard à Bâgé-la-Ville, du nom de son créateur. Il accueille les élèves du pays de Bâgé même si certains élèves se dirigent au collège privé Saint-Charles de la commune de Feillens. Après la fin de leur scolarité au collège, les élèves peuvent intégrer le lycée René-Cassin à Mâcon qui est le lycée de secteur.

### Sports

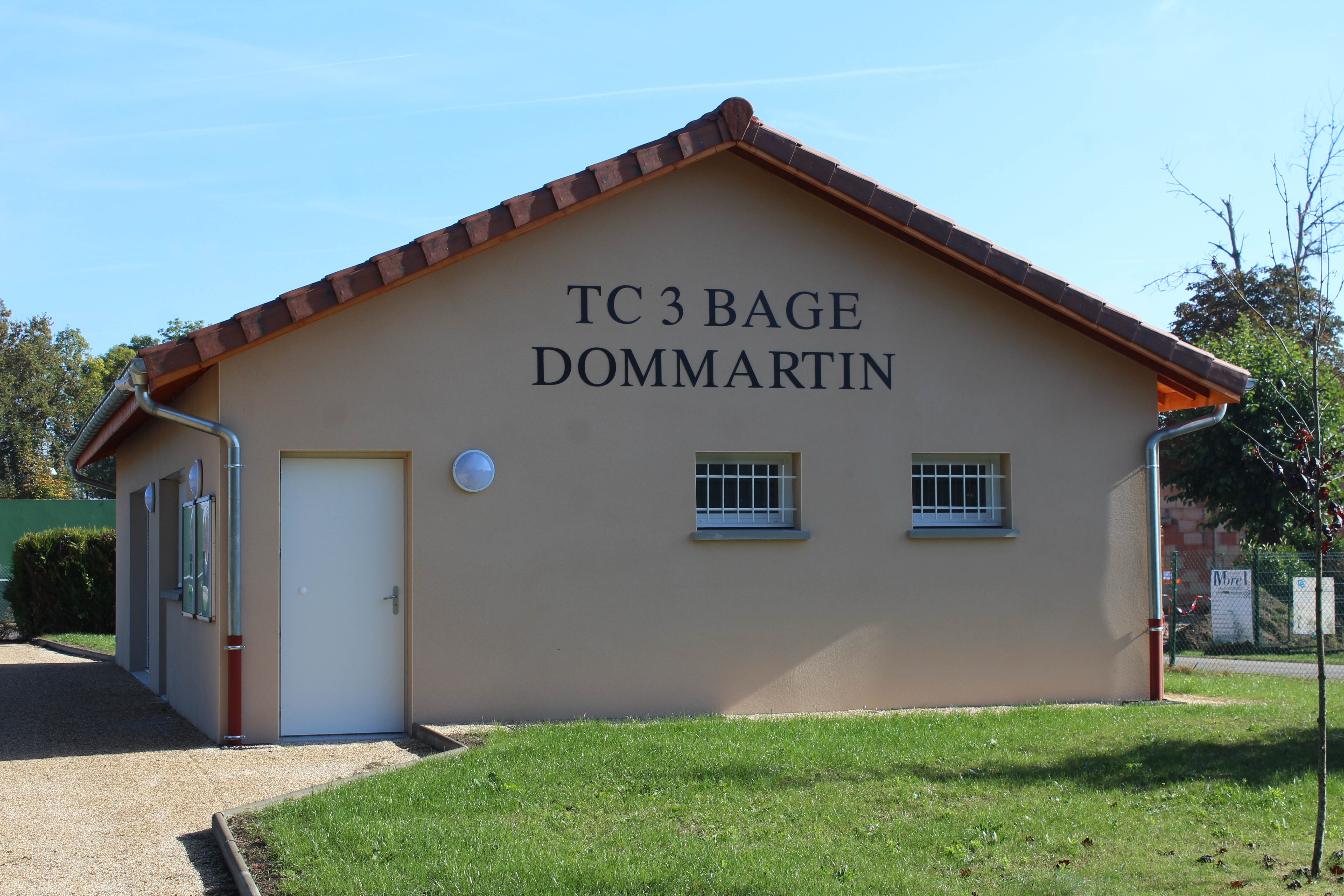
Club house du TCTBD.

- L'ASTBD (Association sportive des trois Bâgé Dommartin), plus souvent appelée AS Bâgé, est une association de football regroupant les villages de Bâgé-la-Ville, Bâgé-le-Châtel, Saint-André-de-Bâgé et Dommartin. Le club reçoit ses adversaires au terrain d'honneur de Bâgé-le-Châtel.
- Le Tennis club des 3 Bâgé Dommartin est une association de tennis regroupant les mêmes communes que pour l'ASTBD. Les courts sont situés sur le territoire communal.
- Au lieu-dit la Giraudière se trouve un centre équestre qui propose la pratique de l'équitation.

### Médias
- Le journal Le Progrès propose une édition locale aux communes de l'Ain. Il paraît du lundi au dimanche et traite des faits divers, des évènements sportifs et culturels au niveau local, national, et international.
- Le journal Voix de l'Ain est un hebdomadaire publié les vendredis qui propose des informations locales pour les différentes régions du département de l'Ain.
- La chaîne France 3 Rhône Alpes Auvergne est disponible dans la région.

### Sécurité

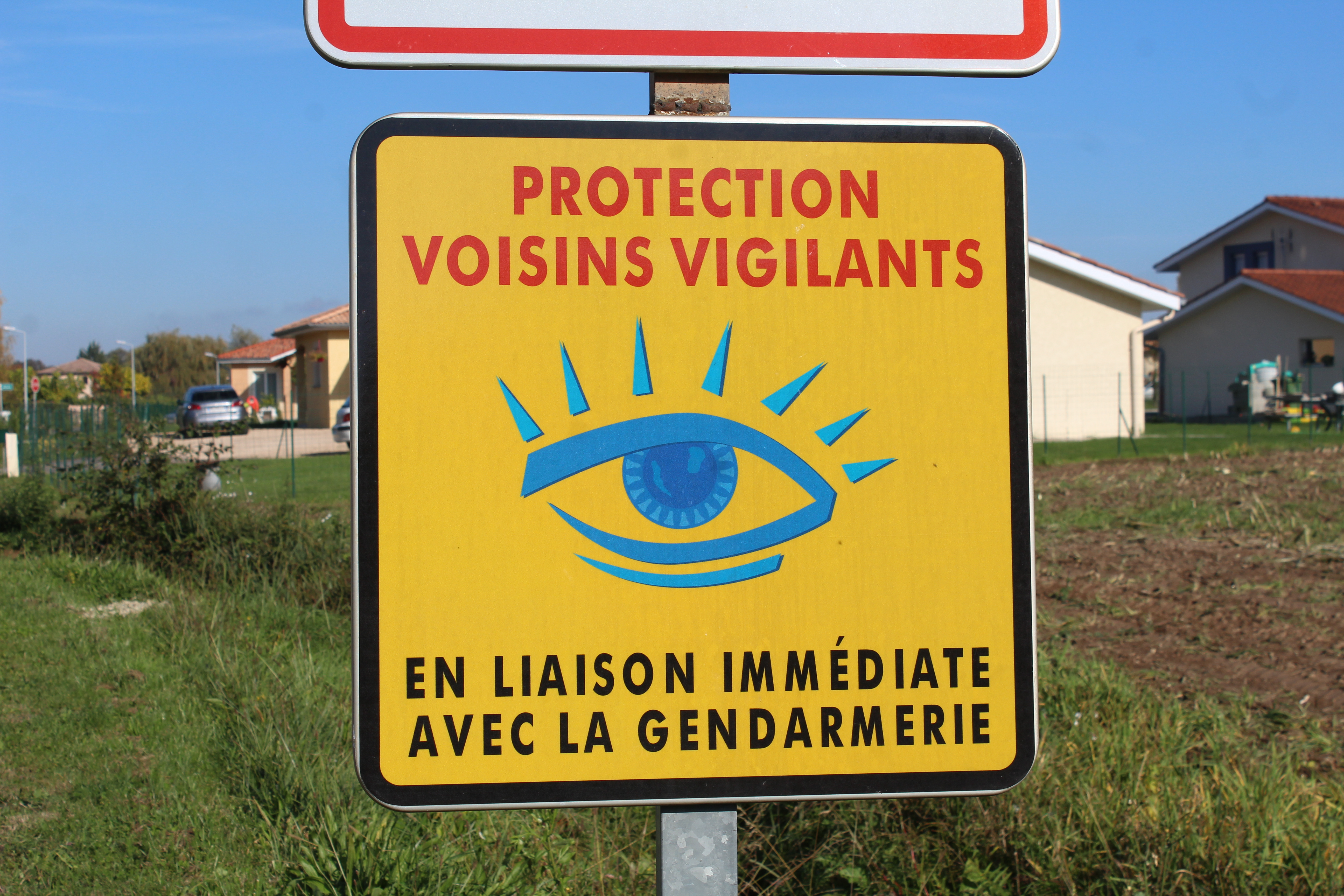
Panneau Voisins vigilants.

La commune participe au dispositif Voisins vigilants depuis 2015.

## Économie
Même si le village est plutôt une cité dortoir puisqu'elle n'accueille aucun commerce mis à part un bar tabac à La Croisée, Saint-André possède deux zones d'activités sur son sol. Situées de part et d'autre de la route D 1079, elles regroupent les entreprises de la commune.
- La zone d'activités des Teppes est coincée entre l'A40 et la route départementale, une partie est située sur le territoire de Crottet
- La zone d'activités de la Croisée, plus récente, se situe au sud de la zone précédente.

## Culture et patrimoine

### Lieux et monuments

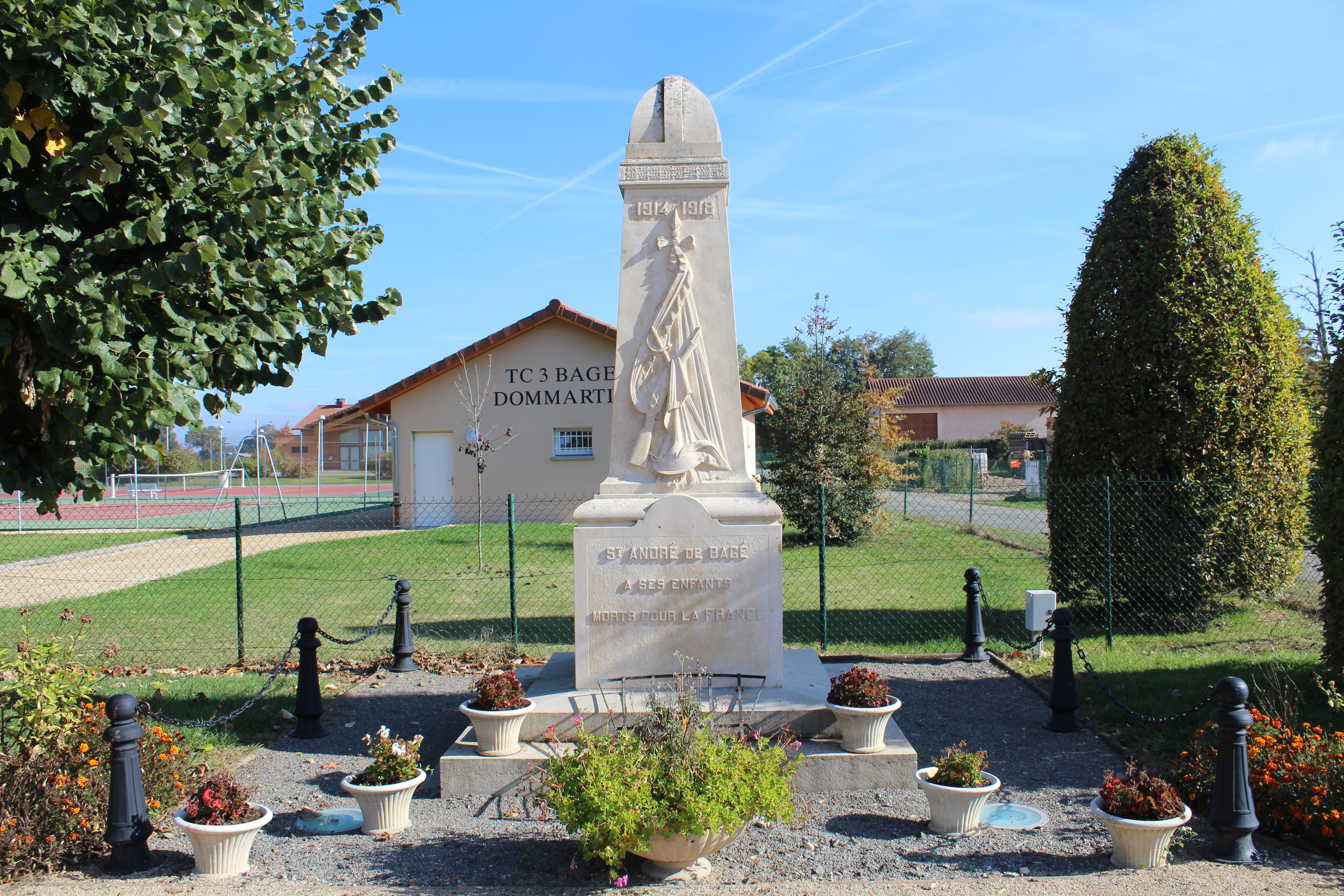
Monument aux morts.

L'église Saint-André de Saint-André-de-Bâgé fait l’objet d’un classement au titre des monuments historiques depuis 1840. Cet édifice de style roman, qui dépendait jadis de l'abbaye Saint-Philibert de Tournus, construit dans la première moitié du XIIe siècle, possède un clocher hexagonal. À l'intérieur se trouve une pierre tombale qui attire la curiosité, c'est celle qui indiquerait la tombe du bourreau de Bâgé. On peut y voir une hache et un grand couteau gravés. Cette église n'est plus actuellement affectée au culte.
Autour de cette église se trouve le cimetière de la commune et de Bâgé-le-Châtel.
Vers la Croisée se trouvait autrefois une commanderie des Templiers. Après leur départ sont nées des légendes de trésors cachés, la commune recèlerait un trésor des Templiers. Le lieu-dit communal Le Trésor l'attesterait.
En face de l'école communale trône un monument érigé en l'honneur des soldats de la commune tombés au combat pour la France.
Derrière les terrains de tennis se trouve la salle des fêtes. Inaugurée en 2012 pour le banquet des conscrits, différents événements locaux se déroulent en ces lieux.

### Gastronomie
Les spécialités culinaires sont celles de la région bressane, c'est-à-dire la volaille de Bresse, les gaudes, la galette bressane, les gaufres bressanes, la fondue bressane.
La commune se situe dans l'aire géographique de l'AOC Crème et beurre de Bresse et de l'AOC Volailles de Bresse. Elle a aussi l'autorisation de produire le vin IGP Coteaux de l'Ain (sous les trois couleurs, rouge, blanc et rosé).

### Événements
Tous les ans à la fin du mois d'août, l'église romane accueille une exposition d'art.